# Organizacja Państw Iberoamerykańskich
Organizacja Państw Ibero-Amerykańskich (oficjalnie z hiszp. Organización de Estados Iberoamericanos para la Educación, la Ciencia y la Cultura) OEI – międzynarodowa instytucja powołana w celu wspierania współpracy, wymiany, rozwoju, rozpowszechniania i komunikacji pomiędzy państwami członkowskimi w dziedzinach: edukacji, nauki, techniki i kultury. Jej siedzibą jest Madryt. Językiem roboczym organizacji jest język hiszpański oraz portugalski.

## Historia
Organizacja powstała 26 października 1949 w Madrycie w efekcie rozstrzygnięć I Iberoamerykańskiego Kongresu Edukacji (Congreso  Interiberoamericano  de Educación). Pierwotnie w formie Iberoamerykańskiego Biura Edukacji (Oficina de Educación Iberoamericana), które miało przygotować warunki do utworzenia stałej organizacji współpracy regionalnej. Pierwszy statut organizacji uchwalono w 1951. Na II Iberoamerykańskim Kongresie Edukacji, który odbył się w 1954 w Quito podniesiono status organizacji do organu międzyrządowego państw Iberoamerykańskich. Drugi statut uchwalono w 1957 ustanawiając Kongres edukacyjny, jako główny organ kolektywny organizacji. Ostateczny kształt organizacja uzyskała w 1985, kiedy rozszerzono zakres działania, określono nową strukturę organizacyjną i zmieniono nazwę na obecną.

Logo organizacji używane do 2020.

## Członkowie
Andora
 Argentyna
 Boliwia
 Brazylia
 Chile
 Dominikana
 Ekwador
 Gwatemala
 Gwinea Równikowa
 Hiszpania
 Honduras
 Kolumbia
 Kostaryka
 Kuba
 Meksyk
 Nikaragua
 Panama
 Paragwaj
 Peru
 Portugalia
 Salwador
 Urugwaj
 Wenezuela

## Organizacja OEI
Organizacja jest zarządzana przez trzy organy:
- Zgromadzenie Ogólne: najwyższy organ złożony z delegatów wszystkich krajów członkowskich. Jako organ legislacyjny ustanawia wspólną politykę OEI, decyduje o kształcie budżetu oraz wybiera sekretarza generalnego na posiedzeniach organizowanych co 4 lata.
- Rada zarządzająca: składa się z ministrów edukacji państw członkowskich i ich przedstawicieli, odpowiada za monitorowanie i zarządzanie OEI
- Sekretariat Generalny: stały organ zarządzający OEI, odpowiedzialny za administrację i reprezentację organizacji na zewnątrz oraz realizację programów zatwierdzonych przez Zgromadzenie Ogólne.

Od 2018 organizacja powołuje formalnie Radę Doradczą, zrzeszającą ekspertów i badaczy, którzy uczestniczą także w procesie monitorowania i ewaluowania działań OEI.